# V8 JavaScript-motor
A V8 JavaScript-motor, angolul V8 JavaScript engine egy nyílt forráskódú JavaScript-futtatómotor, amit a Google fejlesztett ki Dániában. Fejlesztése 2006-ban kezdődött meg, először a Google Chrome webböngésző részeként, de külön projektként fejlesztve jelent meg 2008 őszén. Lars Bak a projekt vezető programozója. A projekt neve nyilvánvalóan játékos utalás a V8-motorok nagy teljesítményére. x86 és ARM architektúrákon fut, többmagos processzorokat is támogat.
A V8 sebességi előnyének nagy részét az adja, hogy a JavaScriptet nem interpretálva, vagy bájtkódra fordítva futtatja, hanem natív gépi kódot gyárt belőle futtatás előtt. További teljesítménynövelő trükköket is bevet, mint az inline caching, a precíz memóriakezelés (kis memóriaterületeket foglal le és szabadít fel) automatikus szemétgyűjtéssel. Ezekkel a V8 képes a JavaScript-alkalmazásokat a hagyományos, lefordított alkalmazásokkal összemérhető sebességgel futtatni.
A V8 assembler a Strongtalk (egy igen gyors Smalltalk-implementáció) assemblerére épül.

## Fordítás
- Ez a szócikk részben vagy egészben a V8 (JavaScript engine) című angol Wikipédia-szócikk ezen változatának fordításán alapul.  Az eredeti cikk szerkesztőit annak laptörténete sorolja fel. Ez a jelzés csupán a megfogalmazás eredetét és a szerzői jogokat jelzi, nem szolgál a cikkben szereplő információk forrásmegjelöléseként.